# Rheinturm

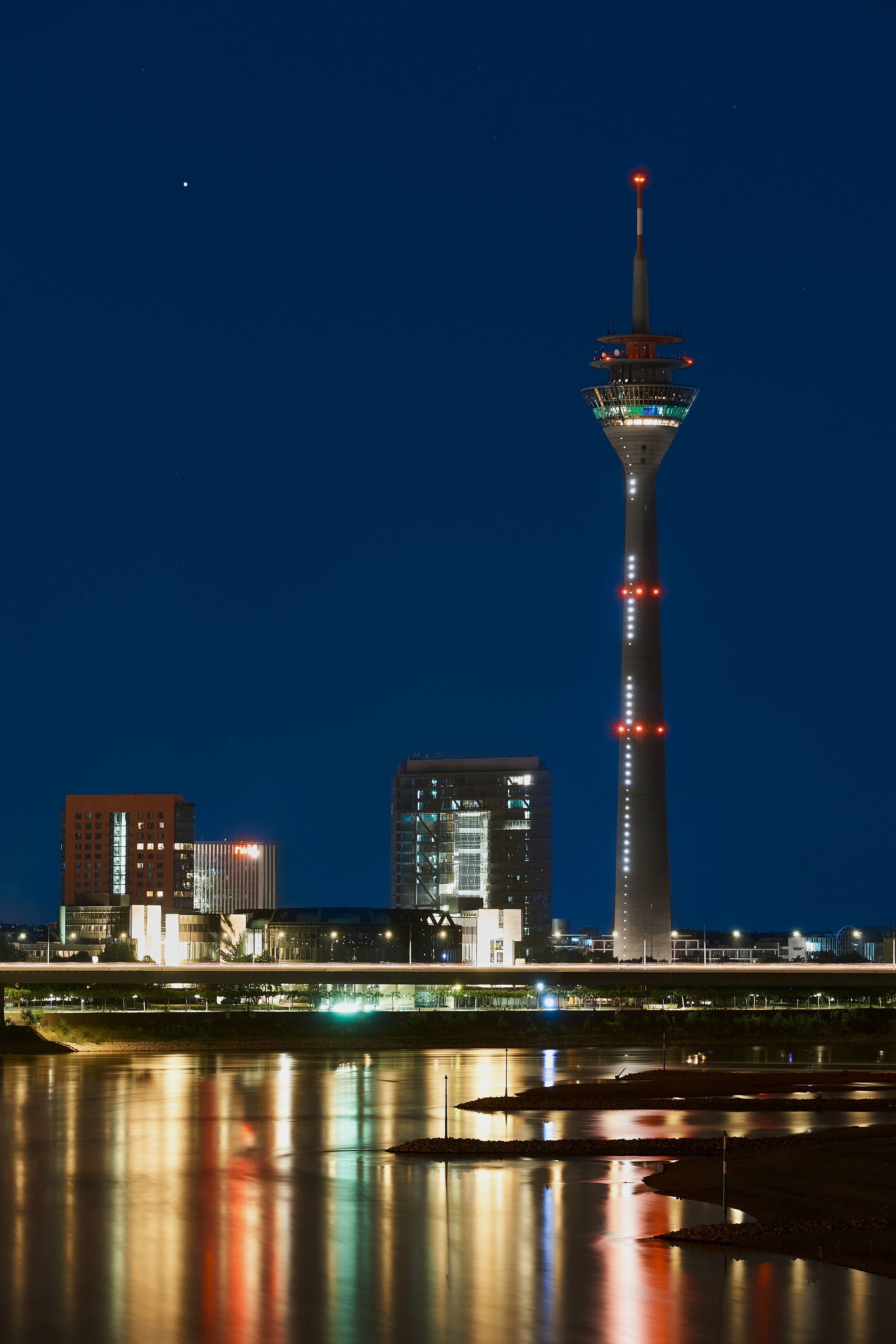
Rheinturm zur blauen Stunde, links davon das Stadttor

Der Rheinturm ist ein Fernsehturm in Düsseldorf. Mit 240,50 Metern ist er das höchste Bauwerk der Stadt und der zehnthöchste Fernsehturm in Deutschland. Der von 1978 bis 1982 erbaute Rheinturm dient sowohl als Träger von Antennen für Richtfunk, DVB-T-Fernsehen und UKW-Funkdienste als auch als Aussichtsturm. Der direkt am Rhein stehende Turm trägt als Besonderheit an seiner der Altstadt zugewandten Seite eine sogenannte Lichtskulptur, die als größte digitale Uhr der Welt gilt. Der Rheinturm ist für die Öffentlichkeit zugänglich, prägt das Stadtbild von Düsseldorf und ist eines seiner Wahrzeichen. Jährlich besuchen etwa 300.000 Menschen den Rheinturm.

## Geschichte

### Situation und Planung

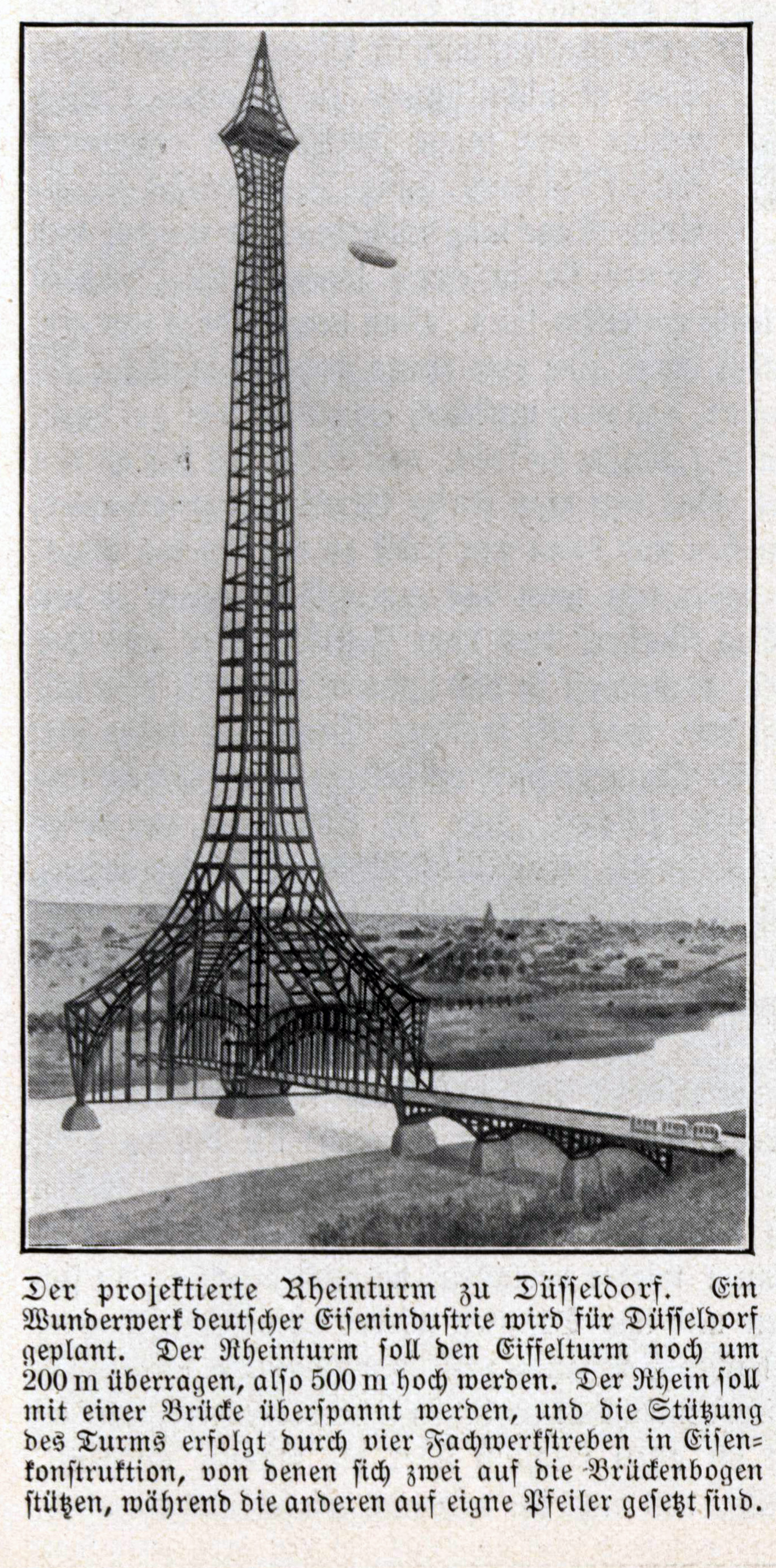
Rheinturm-Projekt aus dem Jahr 1913

Erste Planungen zum Bau eines als „Rheinturm“ bezeichneten „Wunderwerks deutscher Eisenindustrie“ in Düsseldorf datieren aus den Jahren vor dem Ersten Weltkrieg. Dieser vom Deutschen Stahlwerksverband vorgetragene Plan sollte „den Eiffelturm noch um 200 Meter überragen, also 500 Meter hoch werden“. Die Stahlfachwerkkonstruktion sollte auf insgesamt vier Pfeilern ruhen, wovon sich zwei auf den Brückenbögen einer Rheinbrücke stützen sollten. Dieses baulich fragwürdige Vorhaben wurde jedoch nicht realisiert.
Düsseldorfs erster Fernmeldeturm wurde 1960/61 auf einer Anhöhe östlich von Gerresheim errichtet (→ Fernmeldeturm Gerresheim). Damit konnten trotz der verhältnismäßig geringen Turmhöhe von 75 Metern anfangs viele Gegenfunkstellen erreicht werden. Allerdings nahm seine Bedeutung im Laufe der Zeit durch seine geringe Aufnahmefähigkeit für neue Antennen ab. Weitere Ausbauten und Umbauten vor Ort erschienen ebenfalls nicht zweckmäßig, da die Entfernung zur Zentralvermittlungsstelle in der Innenstadt zu groß war.
Der neue Fernmeldeturm sollte in erster Linie dem Fernsprechverkehr dienen. Kriterien für eine geeignete Standortwahl waren die fernmeldetechnischen Notwendigkeiten, möglichst nah bei der Zentralvermittlungsstelle in der Graf-Adolf-Straße zu stehen und eine kurze Kabelanbindung zu ermöglichen. Zum anderen sollte das Bauwerk mit Publikumsverkehr durch seinen Standort als Wahrzeichen prägend fürs Stadtbild sein und in der Nähe des Zentrums stehen. Der gewählte Standort am Rhein neben der Rheinkniebrücke erfüllte diese Bedingungen.
Die Höhe des Turmes war maßgeblich vorherbestimmt durch die geografische Lage, die städtebaulichen Gegebenheiten der Landeshauptstadt und die geplanten Richtfunkverbindungen. Bereits bei derjenigen in das 26 Kilometer entfernte Witzhelden war eine Erdüberhöhung von 13,67 Metern (→ Erdkrümmung) einzurechnen. Außerdem musste bei der Konzeption der Turmhöhe das LVA-Hauptgebäude mit 123 Metern berücksichtigt werden, es war zu dieser Zeit höchstes Bauwerk der Stadt. Deshalb betrug die Mindesthöhe für die Richtfunkantennen 180 Meter über Grund, während für die oberen Antennen wegen der Überreichweitenbeeinflussung maximal 200 Meter festgelegt wurden.
Neben den technischen Aspekten verlangte eine der Ausschreibungsbedingungen ausdrücklich eine „Turmform, die sich von bereits vorhandenen deutlich abhebt“. Die Planungen begannen 1977 mit einem Architekturwettbewerb, an dem sich sechs Bewerber beteiligten. Ein Konzept sah vor, die Turmspitze über die Antennenplattformen mit dem Dach des Turmkorbes mit einer strebenartigen Seilkonstruktion zu verbinden, ähnlich wie es heute am Colonius verwirklicht ist. Ein anderes sah zwei getrennte Turmkörbe vor mit einem Turmschaft, der von einer hyperbolischen Struktur überzogen war.
Ende 1978 erhielt der Entwurf des Architekten Harald Deilmann mit der zwar einfachen, aber nicht alltäglichen Gestaltung des Turmkorbs in Form eines Kelchs den Zuschlag. Auftraggeber war die Deutsche Bundespost, Investor und Bauherr die Gesellschaft für kommunale Anlagen in Düsseldorf. Die Planung des Tragwerks und die Bauüberwachung oblag Ingenieuren der Firma Dyckerhoff und Widmann.

### Bau
Für den am 20. Januar 1979 begonnenen Bau wurde ein Kletterschalungssystem eingesetzt, das vorwiegend bei Kühltürmen angewendet wird. Dazu wurde zunächst ein 2,5 Meter hoher Abschnitt des Schaftes betoniert; bis zum Folgetag war der Beton so weit abgebunden, dass er ausgeschalt und die Schalung nach oben versetzt werden konnte. So wuchs der Turmschaft samt kelchförmigem Turmkorb auf rund 218 Meter. Der Rheinturm ist der einzige Fernsehturm, der nach diesem Prinzip erbaut wurde. Anders verhält es sich mit dem inneren Bereich des Turms, der mittels Gleitschalung hochgezogen wurde. Es handelt sich um zwei ineinander verschachtelte zylindrische Turmbauten, die parallel errichtet wurden. Die Lasten der Kanzelgeschosse werden über Schrägstützen und innen liegende Vertikalstützen in den Turmschaft abgeleitet. Diese homogene Konstruktion trägt laut Deilmann auch wesentlich dazu bei, Korrosionsprobleme zu vermeiden.
Parallel zum Turm wurde ein Kletterkran errichtet, der in fortschreitenden Bauphasen neue Turmstöße selbst einbaute, um mit dem Turm zu wachsen. Die Arbeiten am Turmschaft waren in der zweiten Jahreshälfte 1980 abgeschlossen. Als zum Jahresanfang 1981 die Stockwerke des Turmkorbes errichtet waren, wurde im März die Kanzel verglast. Der 16 Meter hohe Antennenträger-Hohlkörper aus Kunststoff wurde am 23. April 1981 ebenfalls mit dem Kran aufgesetzt. Am 24. November 1981 installierte der Künstler Horst H. Baumann den Lichtzeitpegel an den Schaft des Rheinturms.
Der Düsseldorfer Rheinturm ist der erste Turm, der komplett aus Stahlbeton hergestellt wurde; mehr als 7500 Kubikmeter Beton und 1100 Tonnen Betonstahl wurden verarbeitet. Der gesamte umbaute Raum umfasst 39.000 Kubikmeter, wovon allein 21.000 Kubikmeter auf den Schaft entfallen. Am 1. Dezember desselben Jahres wurde das Bauwerk an die beiden Nutzer des Turmes, Deutsche Bundespost (Beteiligung: 52 %) und Industrieterrain Düsseldorf-Reisholz (Beteiligung: 48 %), übergeben. Am 1. März 1982 wurde der Sonderturm für den Publikumsverkehr eröffnet.

### Seit der Eröffnung

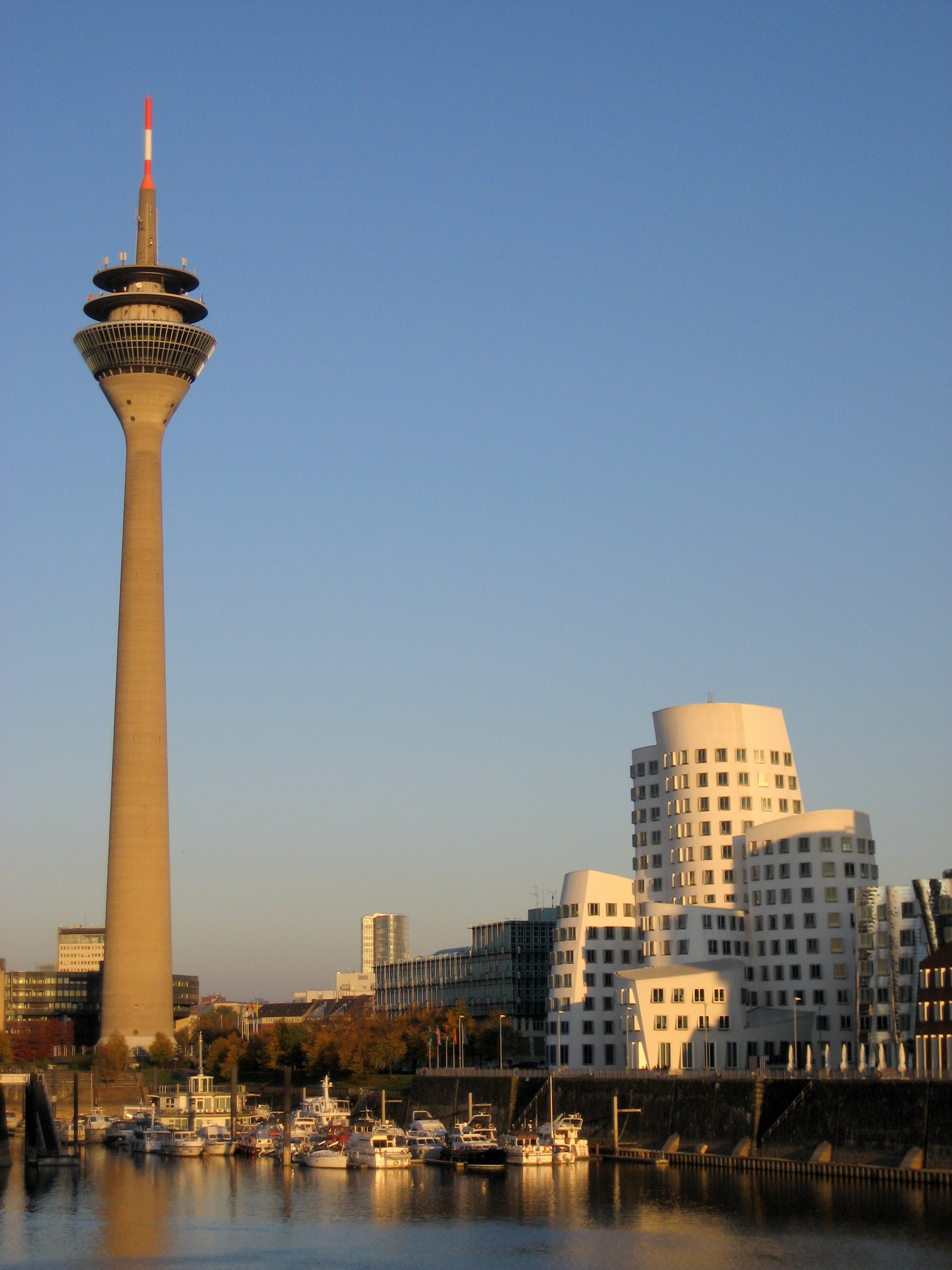
Rheinturm und Medienhafen

Vom Fernmeldedienst der Deutschen Bundespost erhielt der Turm die Bezeichnung Funkübertragungsstelle 10. Kurz nach der Fertigstellung stand der Rheinturm wie ein Solitär am Rande des Hafens. Erst im Laufe der folgenden 15 Jahre wurde die Umgebung mit dem Bau des Landtages 1982–1988, des Stadttors und der Gehry-Bauten (Der Neue Zollhof) 1998 aufgewertet.
Im März 1986 wurde der Fernmeldeturm mit 29 anderen Projekten des Landes Nordrhein-Westfalen im Architekturwettbewerb Vorbildliche Bauten in Nordrhein-Westfalen gewürdigt.
Seit dem Jahr 2000 nistet auf dem Rheinturm ein Brutpaar Wanderfalken.
Am 16. und 17. Oktober 2004 erhielt der Rheinturm eine neue Spitze. Mit Hilfe eines Kamow-Lastenhubschraubers wurde die alte Antenne durch eine neue aus GFK ausgetauscht, die zur Ausstrahlung des DVB-T-Fernsehens im Raum Düsseldorf dient. Dazu wurde die Kunststoffhülle der Antennenspitze in zwei etwa gleich große, je 3,5 Tonnen schwere Teile zersägt und mit Hilfe des Hubschraubers entfernt. Die neue rot-weiße, in drei Einzelteile zerlegte Antenne wurde mit dem Hubschrauber auf die Spitze befördert und dort befestigt. Vorher war der Turm 234,2 Meter hoch und strahlte außer dem Lokalradio NE-WS 89.4 keine weiteren Rundfunksendungen aus.
Betreiber und Eigentümer der Anlage sind gegenwärtig die Deutsche Funkturm (DFMG), ein Tochterunternehmen der Deutschen Telekom mit Sitz in Münster, und die Industrieterrain Düsseldorf-Reisholz (IDR), eine hundertprozentige Tochtergesellschaft der Stadt Düsseldorf.
In der Stadt hat sich für den Turm auch die umgangssprachliche Bezeichnung Lang Wellem in Anlehnung an den Kurfürsten Jan Wellem eingebürgert.

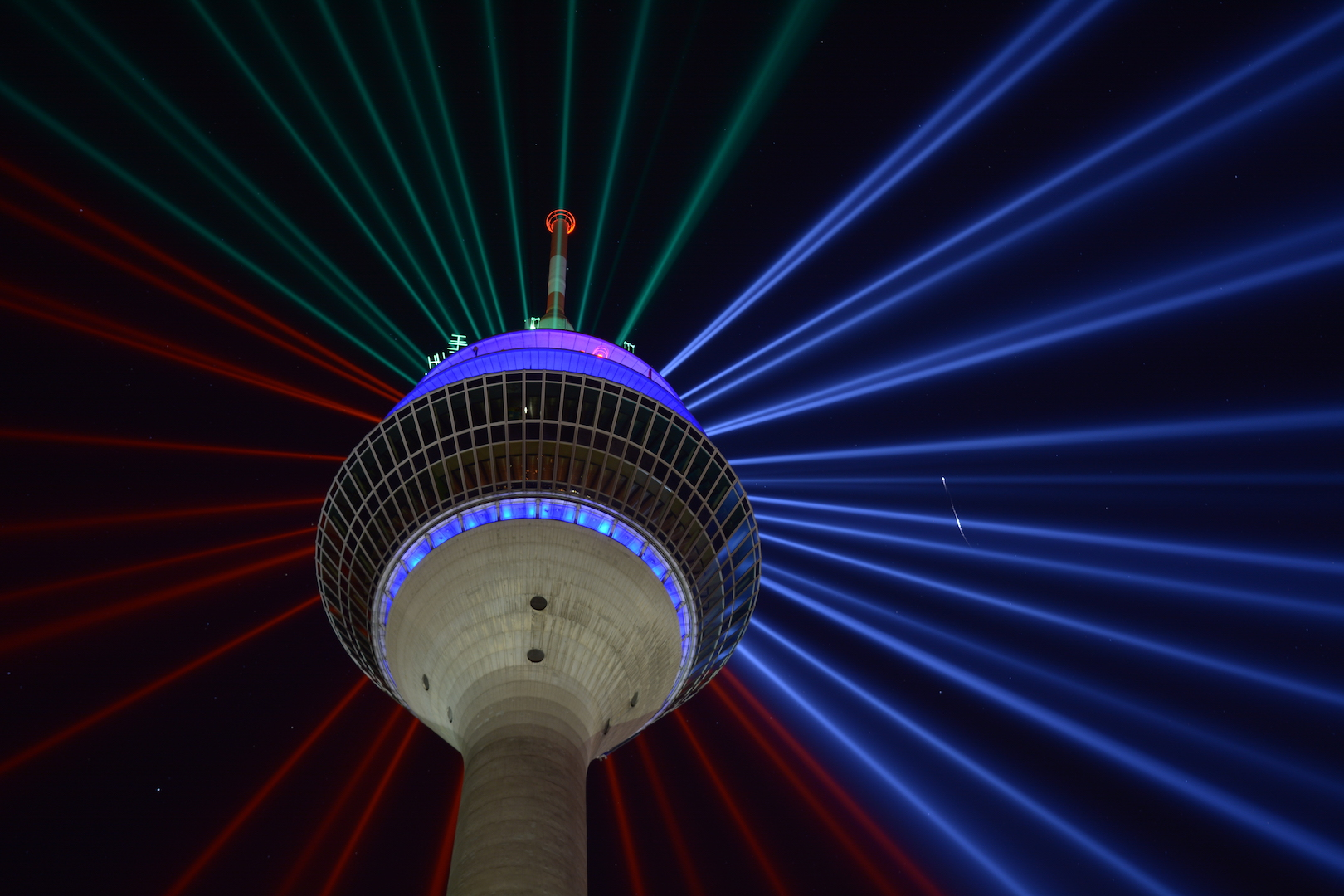
Rheinkomet: Festbeleuchtung zur 70-Jahr-Feier des Landes Nordrhein-Westfalen im Jahr 2016

Von 2008 bis zur Verlegung der Veranstaltung in den ARAG-Tower 2012 fand im Rheinturm jährlich der Firefighter Skyrun statt. Bei diesem Wettkampf, bei dem ausschließlich aktive Feuerwehrleute (2011 auch Mitglieder des THW) startberechtigt waren, wurden die 960 Stufen des Treppenhauses bis zur Aussichtsplattform mit vollständiger Feuerwehrschutzkleidung und Pressluftatmer bestiegen. Dabei starteten die Teams als Trupp, also als Zweierteam, der Pressluftatmer war allerdings nicht angeschlossen, da keine Atemschutzmaske getragen wurde. Die im Jahr 2011 aufgestellte Bestzeit für die 168 Höhenmeter beträgt 07:21 Minuten.
Bei einem Gewitter im September 2013 führte ein Blitzeinschlag zum Defekt der Uhr, die wieder instand gesetzt wurde.
Im Rahmen des 70-jährigen Jubiläums des Landes Nordrhein-Westfalen im Jahr 2016 strahlten riesige Scheinwerfer in den Nachthimmel (Rheinkomet), welche über 100 Kilometer weit zu sehen waren.
An Fronleichnam 2020 wurde auf der Aussichtsplattform des Turmes wegen der Covid-19-Pandemie erstmals eine Heilige Messe gefeiert.

## Beschreibung

### Lage

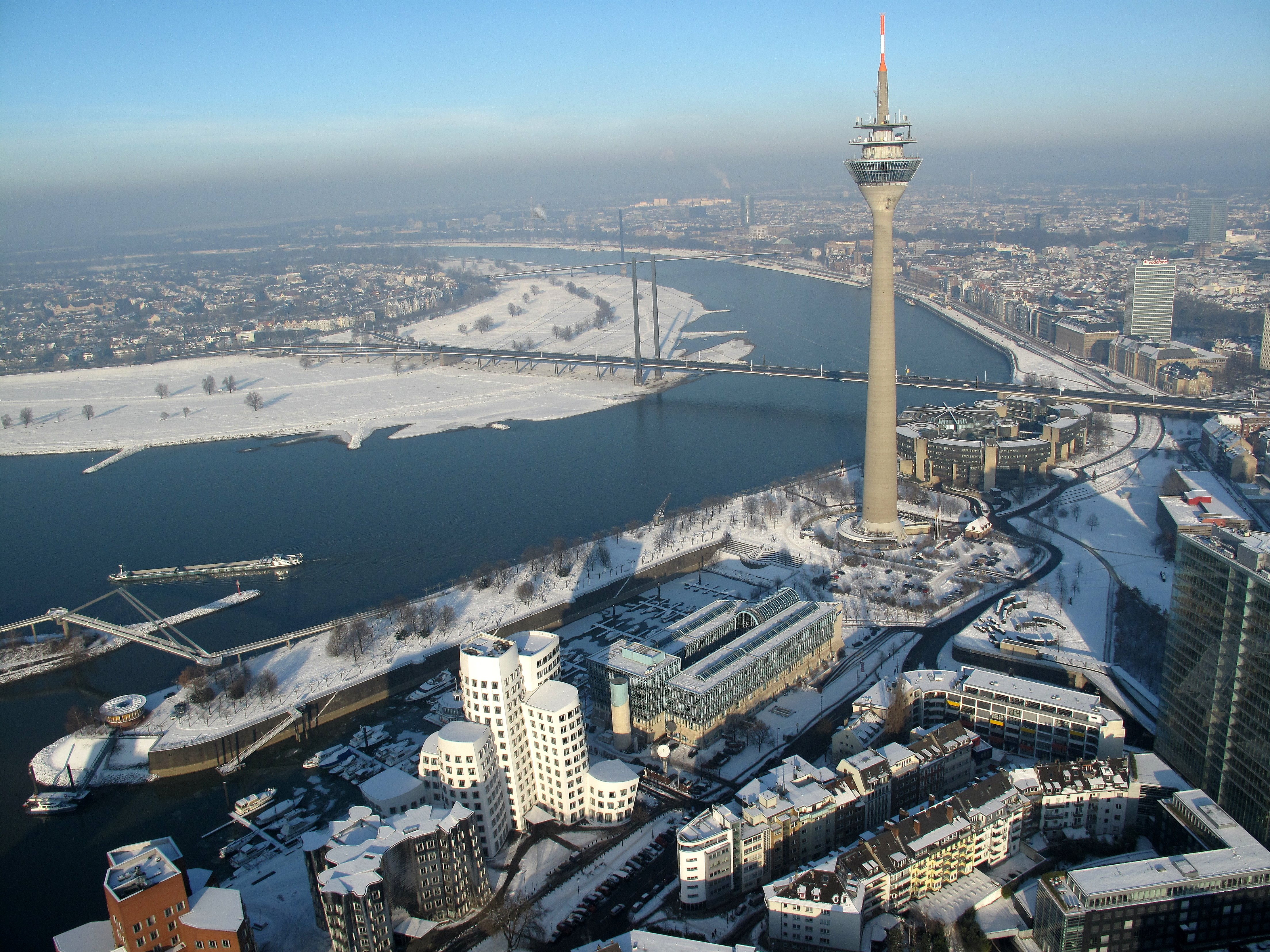
Luftbild vom Rheinturm und seiner Lage am Rheinknie

Der Rheinturm steht im Düsseldorfer Regierungsviertel auf 36,6 Meter über NN im Rheinpark Bilk am östlichen Ende des Medienhafens und wenige hundert Meter südwestlich der Altstadt am rechten Rheinufer. In unmittelbarer nördlicher Nachbarschaft zum Turm befinden sich der Landtag von Nordrhein-Westfalen und die Rheinkniebrücke, südlich davon das Stadttor und das WDR-Landesstudio Düsseldorf. Der Turm bildet außerdem den südlichen Abschluss der Rheinuferpromenade.
Der Rheinturm ist über die Haltestellen Stadttor und Landtag/Kniebrücke der Straßenbahnlinien 706, 708 und 709 sowie über die Haltestelle Rheinturm mehrerer Buslinien an den Öffentlichen Personennahverkehr angebunden.

### Fundament, Schaft und Technik

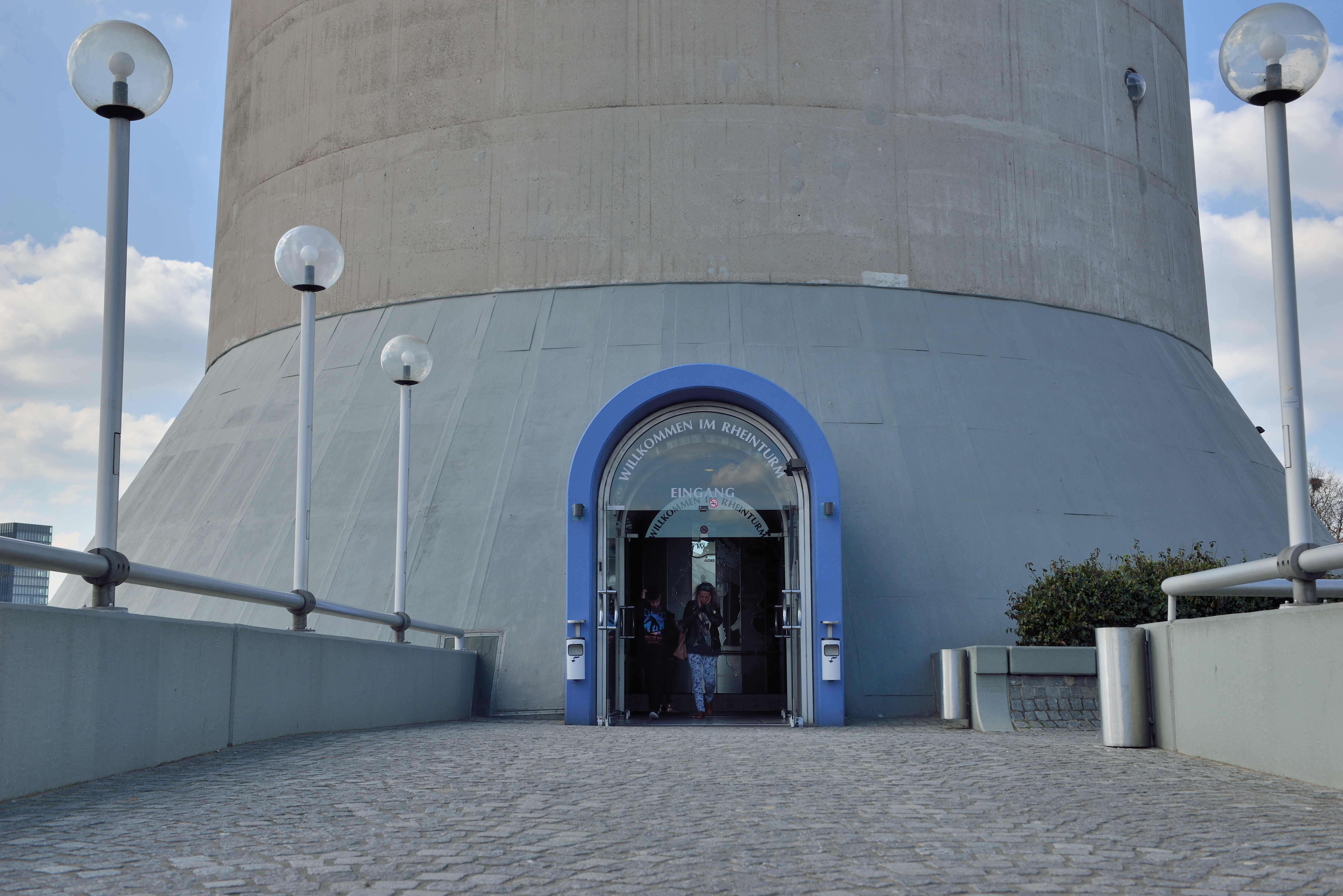
Eingangsbereich

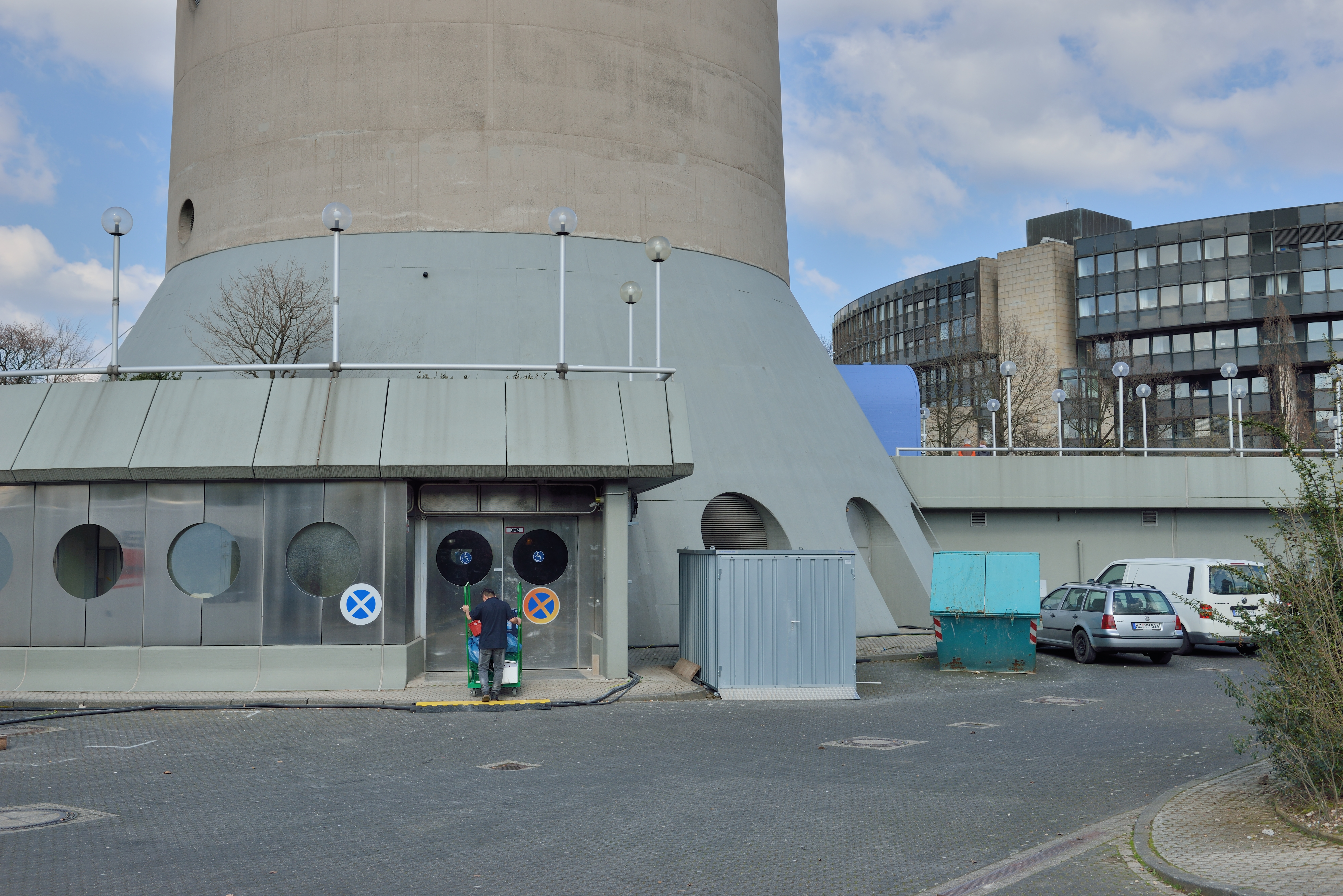
Konische Turmbasis mit dem innewohnenden Versorgungsteil

Wegen der unmittelbaren Nähe zum Rhein mussten der feuchte und unstabile Untergrund sowie die grundsätzliche Hochwassergefahr bei der Gründung berücksichtigt werden. Deshalb ruht der Turm auf 256 zwischen 17 und 22 Meter langen Ortbeton-Rammpfählen mit 0,5 Meter Durchmesser.
Der Turmfuß mit einem Durchmesser von 27 Metern besteht aus einem Kegelstumpf, in dem sich der Eingangsbereich für das Publikum befindet. Die unterirdischen Kellerräume beherbergen die Dienststelle des Funkübertragungsbetriebes, Trafostation, Klimaanlage, Netzersatzanlage mit Lüfter, die Druckerhöhungsanlage, den Kabelaufteilungsraum, eine Feuerwehrzentrale sowie einen Teil der Restaurantküche.
Oberhalb des Kegelstumpfs beginnt der Turmschaft mit einem Durchmesser von 17,4 Metern, der sich in 150 Meter Höhe bis auf 8,6 Meter verjüngt. Im Inneren des Turmschafts befinden sich in einem zweiten zylindrischen Turm ein Nottreppenhaus mit 960 Stufen, Installationsschächte sowie die Aufzuganlage mit insgesamt vier Aufzügen; zwei dienen als Besucheraufzug, einer ist Küchen- und einer Personenaufzug für die Betreiber der Fernmeldeanlagen. Dieser Innenturm hat einen Außendurchmesser von 8 Metern und eine Wandstärke von 20 Zentimetern; er ist auf 123 Meter starr mit dem äußeren Turmschaft verbunden.
Der Turm hat auf 78,65, 118,65, 186,65 Meter und auf seiner Spitze Flugwarnbefeuerung. Bei seinem Bau entstanden am Schaft 62 Bullaugen, die einen Durchmesser von 50 Zentimetern und einen Abstand von 2,5 Metern zueinander haben, von denen 39 als Beleuchtungseinheiten für die Lichtskulptur dienen.

### Turmkorb und Antennenplattformen

Schnittzeichnung des Turmkorbs

In einem 60-Grad-Winkel schließt sich daran der kelchartige Unterbau des Turmkorbs an. Die Wanddicke beträgt 35, im Bereich des Kelchs 25 Zentimeter.
Das Dach des Turmkorbes hat auf 179,4 Meter seinen größten Durchmesser mit 35,5 Meter. Das Dach ist gleichzeitig die erste Antennenplattform. Zwei weitere Antennenplattformen auf 186,9 und 194,4 Meter verjüngen sich auf 30,5 Meter bzw. auf 26,5 Meter im Durchmesser. Damit entsteht der Eindruck eines sich am Turmkorb fortsetzenden, umgedreht stehenden Kelchs, der formensprachlich so mit ihm korrespondiert. Der Turmkorb ist in folgende drei Hauptgeschosse unterteilt:
- auf 174,50 Meter Höhe das Drehrestaurant QOMO,[25]
- auf 170,00 Meter eine Cafeteria und eine geschlossene Aussichtsplattform mit Panoramascheiben,
- auf 166,25 Meter eine offene Aussichtsplattform.

Zwischen der ersten und der zweiten Antennenplattform befinden sich zwei von außen nicht sichtbare Betriebsgeschosse. Über der dritten Antennenplattform befindet sich ein 24 Meter hoher Stahlbetonschaft mit der 22,1 Meter hohen rot-weiß gestrichenen selbsttragenden Antennenspitze aus GFK.

### Publikumseinrichtungen

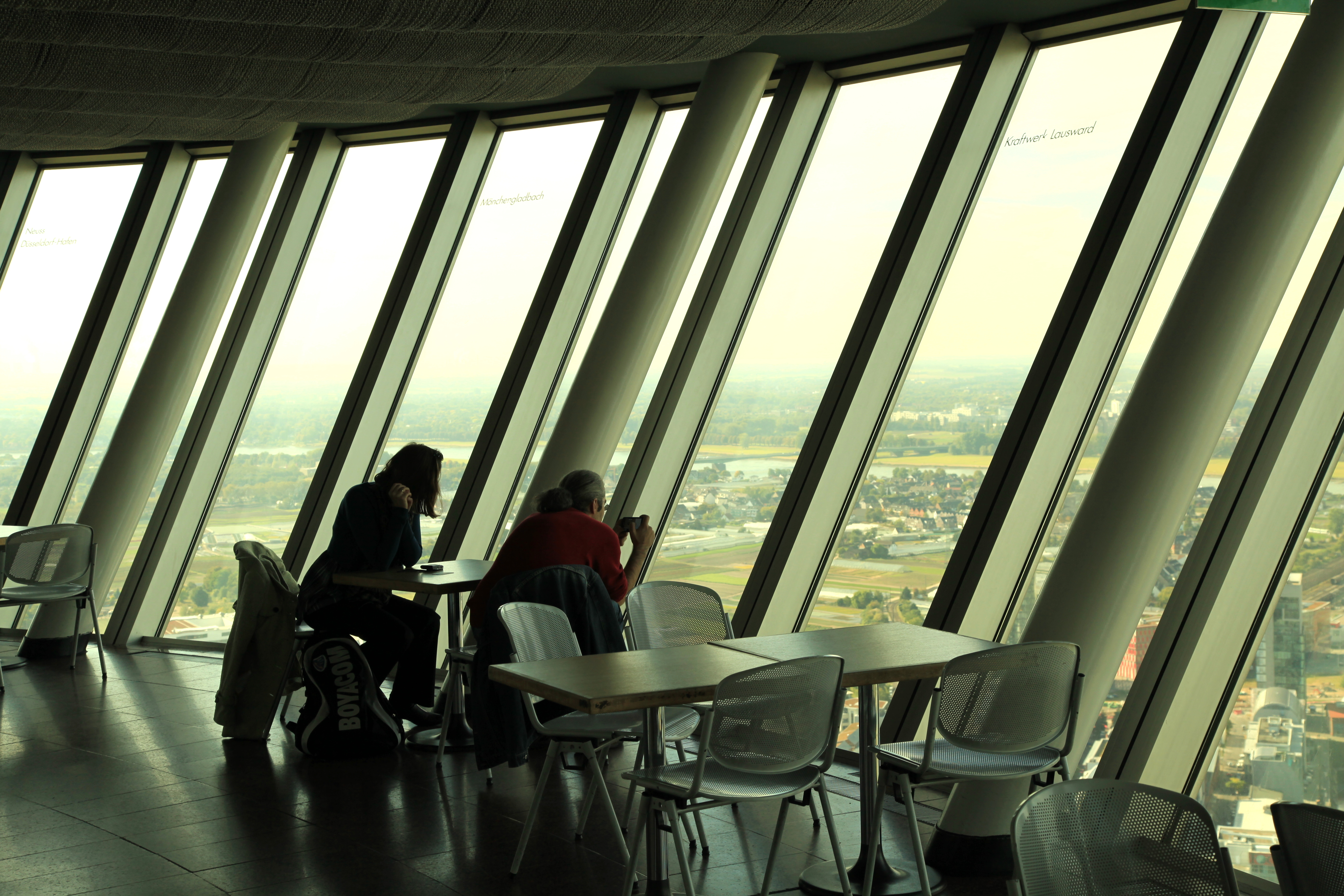
Panoramafenster

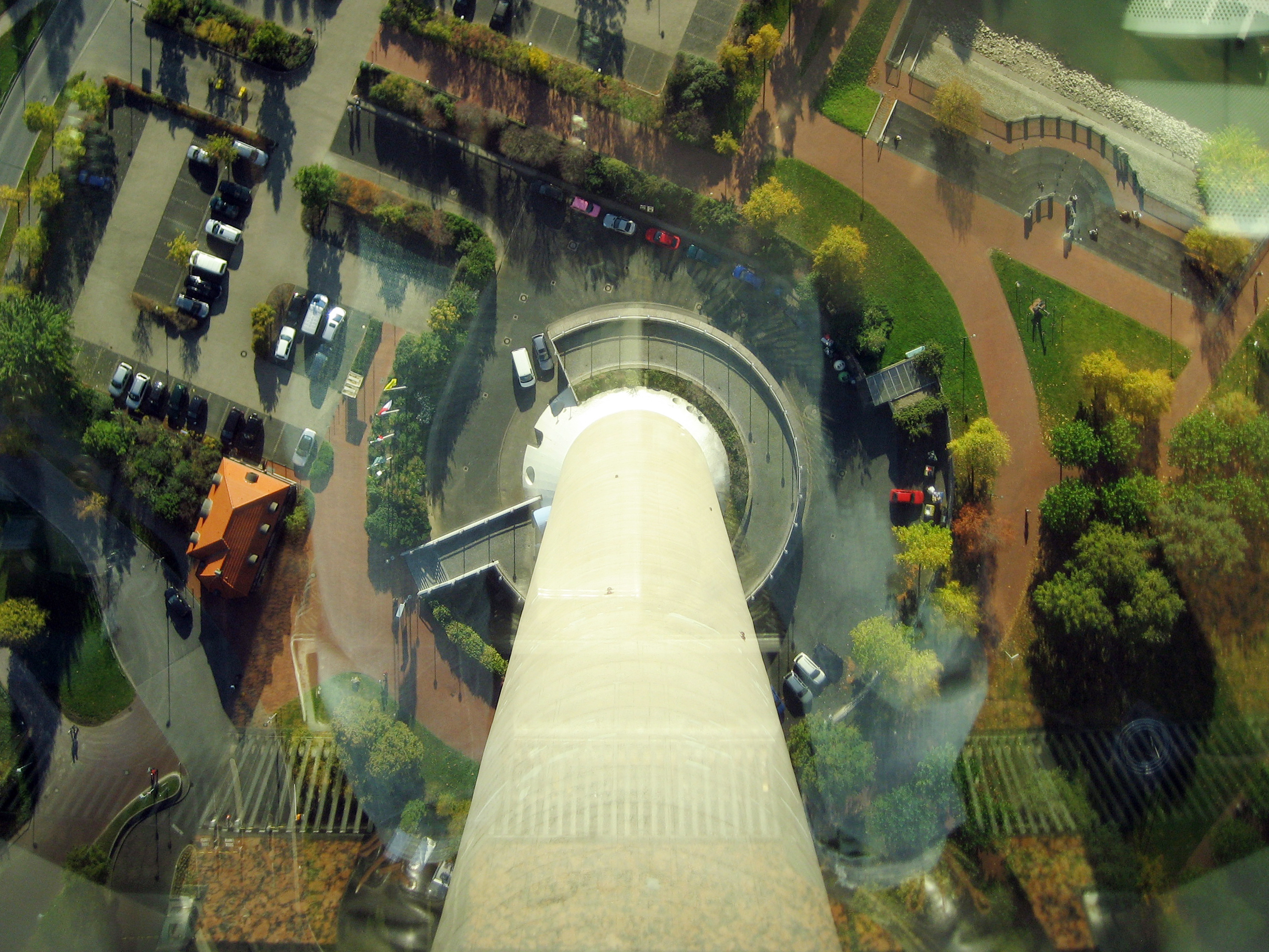
Besonderheit des Düsseldorfer Rheinturms: Die ausfallenden Panoramafenster erlauben eine direkte Ansicht des Turmschafts

Im Eingangsbereich des Rheinturms ist im Innenschaft eine kreisrunde Weltzeituhr installiert. Sie besteht aus 24 raumhohen Stundentafeln aus Spiegelglas, in welche der Erdglobus eingeschliffen ist. In den Spiegelfacetten sind 16 Weltstädte durch eigene Digitaluhren repräsentiert. Ferner sind Längen- und Breitengrade sowie die Zeitzonen ablesbar. Taktgeber der Uhr ist ein elektronischer Kristall-Oszillator von Seiko, der seinen Steuerimpuls von der Atomuhr der Physikalisch-Technischen Bundesanstalt erhält. Die Weltzeituhr soll die weltoffene Eigenschaft der erdumspannenden Nachrichtenverbindungen verkörpern sowie das Heute und Morgen zu einem zeitlichen Augenblick verschmelzen lassen.
Die beiden Publikumsaufzüge befördern die Besucher mit einer Geschwindigkeit von 4 m/s wahlweise auf die Aussichtsplattform in 168 Metern Höhe oder auf die darüber gelegene Restaurantebene in 172,5 Metern. Diese beiden öffentlichen Bereiche sind an einen privaten Betreiber verpachtet. Das Restaurant verfügt über 144 Sitzplätze an der Fensterfront, wobei diese sich auf einer Fläche befinden, die sich in rund einer Stunde um die Turmachse dreht. Aus technischen Gründen dreht sich die Fläche mal in die eine, mal in die entgegengesetzte Richtung. Auf weiteren 36 Sitzplätzen an der Cocktailbar und im Loungebereich verbleiben die Gäste an der gewählten Stelle. Die schräg nach außen geneigten Fensterscheiben aus 45 Millimeter dickem Verbund-Sicherheitsglas ermöglichen dem Besucher einen spektakulären Ausblick entlang des Turmschaftes.
Seit dem 27. September 2018 befindet sich auf der oberen Ebene das japanische Fusion-Restaurant Qomo. Besucher des Restaurants und der gleichnamigen Bar müssen für die Auffahrt kein Ticket lösen. Für den Besuch der auf 168 Metern befindlichen öffentlichen Aussichtsplattform müssen indes Eintrittstickets gelöst werden. Diese kann man auch vorab im Internet bestellen. Die neue Bar und das Restaurant halten mit 172,5 Metern Höhe den Rekord als höchste Bar Nordrhein-Westfalens und eine der höchsten in Deutschland. Diesen inoffiziellen Titel hielt bis September 2018 die daruntergelegene Snackbar „M168“, in der Getränke, Kuchen und kleine Speisen erworben werden können. Eine Verzehrpflicht besteht im Gegensatz zur Restaurantebene nicht.

### Lichtskulptur

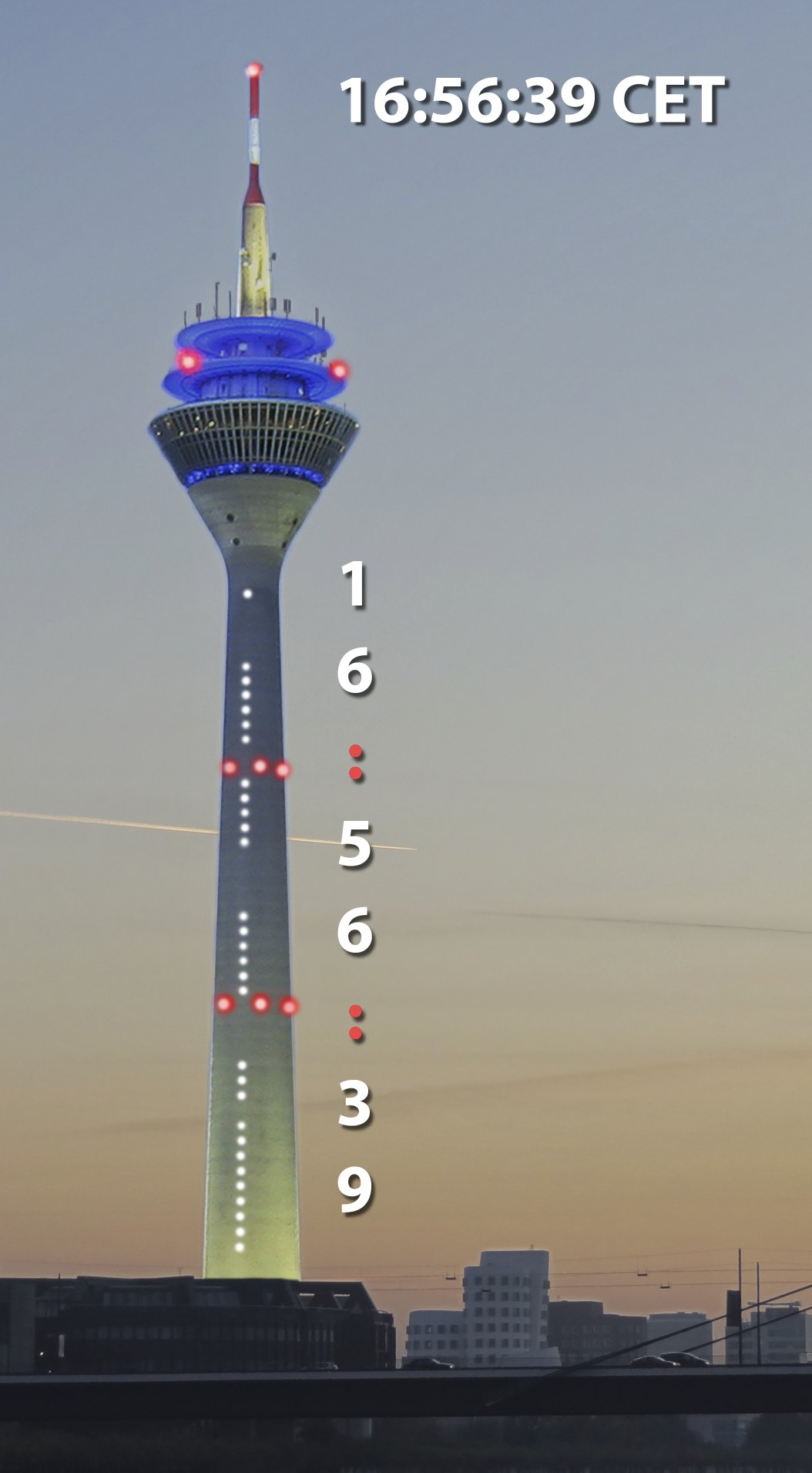
Der dezimale „Lichtzeitpegel“ am Rheinturm am Beispiel von 16:56:39 Uhr

Als besondere Attraktion ist eine Lichtskulptur auf der Nordostseite des Schaftes angebracht, auf welcher die Uhrzeit von der Altstadt aus abgelesen werden kann. Der Künstler Horst H. Baumann nennt sein Werk „Lichtzeitpegel“. Sie ist gemäß dem Guinness-Buch der Rekorde die größte dezimale „Zeitskala“ der Welt und wurde ursprünglich für den Pylon der Oberkasseler Brücke zu deren Einweihung im April 1976 geplant, aber erst im November 1981 am Rheinturm realisiert.
Am Turmschaft befinden sich dafür 39 übereinander angeordnete Bullaugen-Lampen. Diese Lampen sind durch rote Flugsicherungsleuchten in drei Gruppen getrennt. Die oberste Gruppe (11) stellt die Stunden dar, die mittlere (5 + 9) die Minuten und die untere (5 + 9) die Sekunden. Jede Gruppe zeigt oben die Zehner- und darunter die Einerstellen an (siehe Abbildung). Die Uhr wird auch als Dezimaluhr bezeichnet, obwohl der „Lichtzeitpegel“ die klassische 24-Stunden-Uhrzeit anzeigt und die Ziffern im Unärsystem dargestellt werden. Im Bild rechts bilden die untersten 9 Lampen die Einerstelle der Sekunden ab; aktuell 9 Sekunden. Darüber 3 Lampen für die Zehnerstelle, 30 Sekunden (zusammen 39 Sekunden). Jede Sekunde scheint eine zusätzliche Lampe auf; im gezeigten Sonderfall erlöschen alle 9 (= 0), und bei der Zehnerstelle erscheint eine zusätzliche Lampe, zusammen 4 (= 40). Nach Erreichen der 59 Sekunden erlöschen alle Sekunden-Lampen, und die  oberhalb der roten Flugsicherungs-Leuchten (ohne Funktion für die Zeitanzeige) angebrachten Minutenlampen erhöhen sich um 1. Live oder mit Zeitversatz ist die Uhr bei Sendungen aus dem Düsseldorfer Studio des ZDF zu sehen, wenn Gespräche mit Experten, Politikern o. ä. in den Nachrichten eingeblendet werden.
Die Zeitsynchronisation wird durch das DCF77-Funksignal gesteuert. Nachts wird die Turmspitze bläulich-violett angestrahlt.

### Sicherheitseinrichtungen
Fernsehtürme mit Publikumsverkehr müssen besondere Auflagen in Bezug auf ihre Sicherheitseinrichtungen erfüllen. Aus diesem Grund sind alle Aufzüge auch manuell bedienbar; zwischen Fernmelde- und Küchenaufzug besteht zusätzlich eine Umsteigemöglichkeit. Die Besucheraufzüge lassen sich im Brandfall als Feuerwehraufzug nutzen und verfügen über eine separate elektrische Beschaltung. Die Nottreppe ist permanent beleuchtet. Sämtliche im Turm verwendeten Materialien sind schwer oder gar nicht entflammbar. Jeder Besucher wird über eine Zählanlage erfasst, damit gewährleistet ist, dass sich nie mehr als 700 Personen im Turm aufhalten, die im Brandfall in der absolut feuersicheren Aussichtsplattform Platz haben.
In beiden Besucherplattformen ist eine Sprinkleranlage eingebaut. Ein Wasservorratsbehälter im unteren Kelchbereich fasst 75 m³ Löschwasser. Im Falle eines Stromausfalls übernimmt eine Netzersatzanlage die Stromversorgung für den gesamten Publikumsbereich.

## Frequenzen und Programme

### Digitales Radio (DAB+)
DAB+ wird in vertikaler Polarisation und im Gleichwellenbetrieb mit anderen Sendern ausgestrahlt. Seit dem 1. Oktober 2012 wird der landesweite DAB+-Multiplex des WDR auf DAB-Kanal 11D ausgestrahlt, seit dem 29. Oktober 2021 zusätzlich der landesweite private DAB+-Multiplex auf Kanal 9D.
| Block                        | Programme (Datendienste) | ERP (kW) | Antennen- diagramm rund (ND), gerichtet (D) | Polarisation horizontal (H)/ vertikal (V) | Gleichwellennetz (SFN) |
| ---------------------------- | --- | -------- | ------------------------------------------- | ----------------------------------------- | --- |
| 5C DRDeutschland (D__00188)  | DAB+ Block der Media Broadcast: - Absolut relax (72 kbps) - Dlf (104 kbps) - Dlf Kultur (112 kbps) - Dlf Nova (104 kbps) - DRadio DokDeb (48 kbps) - Energy Digital (72 kbps) - ERF Plus (64 kbps) - Klassik Radio (72 kbps) - Radio Bob (72 kbps) - Radio Horeb (48 kbps) - Radio Schlagerparadies (64 kbps) - Schwarzwaldradio (64 kbps) - sunshine live (72 kbps) - DRadio Daten (32 kbps Daten) - EPG Deutschland (16 kbps Daten) - TPEG (16 kbps Daten) - TPEG_MM (16 kbps Daten) | 10       | D                                           | V                                         | - Baden-Württemberg: Aalen, Baden-Baden (Fremersberg), Bad Mergentheim, Blauen, Brandenkopf, Donaueschingen, Feldberg im Schwarzwald, Freiburg (Vogtsburg-Totenkopf), Geislingen (Oberböhringen), Großerlach (Hohe Brach), Heidelberg (Königstuhl), Heilbronn (Schweinsberg), Hochrhein (Rickenbach), Hornisgrinde, Pforzheim (Schömberg-Langenbrand), Raichberg, Ravensburg (Höchsten), Reutlingen, Stuttgart (Frauenkopf), Ulm (Kuhberg) - Bayern: Amberg (Hirschau), Aschaffenburg (Pfaffenberg), Augsburg (Hotelturm), Bad Tölz (Gaißach), Balderschwang, Bamberg (Geisberg), Büttelberg, Brotjacklriegel, Dillberg, Grünten, Herzogstand, Hochberg (Traunstein), Hoher Bogen, Inntal (Ebbs), Ingolstadt (Gelbelsee), Kreuzberg/Rhön, Landshut (Altdorf), München (Olympiaturm), Nennslingen (Büchelberg), Nürnberg, Oberammergau, Ochsenkopf, Passau, Pfänder, Pfaffenhofen, Pfarrkirchen, Pfronten, Regensburg (Hohe Linie), Unterringingen, Untersberg, Wendelstein (Bayrischzell), Würzburg (Frankenwarte) - Berlin: Berlin (Alexanderplatz), Berlin (Scholzplatz) - Brandenburg: Bad Belzig, Booßen, Brandenburg/Havel, Calau, Casekow, Cottbus, Eberswalde (geplant), Eisenhüttenstadt, Neuruppin (geplant), Petkus, Pritzwalk, Templin - Bremen: Bremen (Walle), Bremerhaven-Schiffdorf - Hamburg: Hamburg (Moorfleet), Hamburg (Heinrich-Hertz-Turm) - Hessen: Bad Hersfeld (Rimberg), Biedenkopf (Sackpfeife), Fulda (Hummelskopf), Frankfurt (Europaturm), Gelnhausen (Schnepfenkopf), Gießen (Dünsberg), Großer Feldberg, Hardberg, Hohe Wurzel, Hoher Meißner, Kassel (Habichtswald), Mainz-Kastel - Mecklenburg-Vorpommern: Garz (Rügen), Güstrow, Malchin, Neubrandenburg-Süd, Neustrelitz (geplant), Rostock (Toitenwinkel), Röbel, Schwerin (Zippendorf-Gr.Dreesch), Torgelow, Wismar/Rüggow, Züssow - Niedersachsen: Aurich-Popens, Braunschweig (Broitzem), Braunschweig (Drachenberg), Cuxhaven-Stadt, Dannenberg, Göttingen (Bovenden-Osterberg), Hannover (Telemax), Lingen, Lüneburg-Neu Wendhausen, Molbergen-Peheim, Osnabrück (Bramsche-Schleptruper Egge), Hildesheim (Sibbesse), Steinkimmen, Uelzen, Visselhövede, Wilhelmshaven - Nordrhein-Westfalen: Aachen (Karlshöhe), Bergneustadt-Wiedenest (R), Bielefeld (Hünenburg), Bonn (Venusberg), Dortmund (Florianturm), Düsseldorf (Rheinturm), Eggegebirge, Herscheid, Hochsauerland (Hunau), Hürtgenwald-Großhau, Köln (Colonius), Langenberg, Lügde-Rischenau (Köterberg), Meschede (geplant), Minden (Jakobsberg), Münster (Fernmeldeturm), Schöppingen, Siegen-Süd, Wesel - Rheinland-Pfalz: Bad Kreuznach (Schanzenkopf), Bad Marienberg (Westerwald), Bornberg, Daun (Eifel), Edenkoben (Kalmit), Heckenbach-Schöneberg (Ahrweiler), Haardtkopf (geplant), Idar-Oberstein, Kaiserslautern, Kettrichhof, Koblenz (Kühkopf), Schnee-Eifel (geplant), Trier (Petrisberg) - Saarland: Merzig-Merchingen, Saarbrücken (Schoksberg) - Sachsen: Chemnitz, Dresden, Geyer, Leipzig, Löbau, Neustadt, Niederschöna (geplant), Oschatz, Schöneck, Zwickau Ost - Sachsen-Anhalt: Brocken, Burg, Dequede, Petersberg, Pettstädt (Weißenfels), Schneidlingen, Wittenberg - Schleswig-Holstein: Bungsberg, Bredstedt, Flensburg, Garding, Heide, Helgoland, Hennstedt, Itzehoe, Kiel (Kronshagen), Lübeck (Stockelsdorf), Schleswig, Niebüll (Süderlügum), Westerland (Sylt) - Thüringen: Bleßberg (Sonneberg), Erfurt-Hochheim, Gera, Inselsberg, Jena (Oßmaritz), Kulpenberg, Lobenstein (Sieglitzberg), Saalfeld (Remda), Weimar (Ettersberg) |
| 9B Antenne DE (D__00359)     | DAB-Block von Antenne Deutschland: - 80s80s (72 kbps) - 90s90s (72 kbps) - Absolut Bella (72 kbps) - Absolut Germany (72 kbps) - Absolut Hot (72 kbps) - Absolut Oldie (72 kbps) - Absolut Top 2000er (72 kbps) - AIDAradio (72 kbps) - Ballermann Radio (72 kbps) - Beats Radio (72 kbps) - Brillux Radio (72 kbps) - Nostalgie (72 kbps) - Oldie Antenne (72 kbps) - RTL Radio (72 kbps) - Rock Antenne (72 kbps) - Toggo Radio (72 kbps)                                            | 10       | D                                           | V                                         | - Baden-Württemberg: Aalen, Baden-Baden (Fremersberg), Heidelberg (Königstuhl), Heilbronn (Schweinsberg), Pforzheim (Schömberg-Langenbrand), Stuttgart (Frauenkopf) - Hessen: Fulda (Hummelskopf), Frankfurt (Europaturm), Gelnhausen (Schnepfenkopf), Gießen (Dünsberg), Großer Feldberg, Hardberg, Kassel (Habichtswald), Mainz-Kastel - Nordrhein-Westfalen: Aachen (Karlshöhe), Bonn (Venusberg), Dortmund (Florianturm), Düsseldorf (Rheinturm), Herscheid, Köln (Colonius), Langenberg, Münster (Fernmeldeturm), Siegen-Süd, Wesel - Rheinland-Pfalz: Bornberg, Koblenz (Kühkopf), Trier (Petrisberg) - Saarland: Saarbrücken (Schoksberg) |
| 9D Mein NRW DAB+ (D__00517)  | DAB-Block von audio.digital NRW: - 80er Radio Harmony (72 kbps) - Antenne NRW (72 kbps) - bigFM (NRW) (72 kbps) - Energy NRW (72 kbps) - Kulthitradio (72 kbps) - Noxx (72 kbps) - NRW1 (72 kbps) - Oldie Antenne (72 kbps) - Radio 21 NRW (72 kbps) - Radio Bollerwagen (72 kbps) - Radio Paloma (NRW) (72 kbps) - Radio Paradiso (72 kbps) - Radio Teddy NRW (72 kbps) - Rock Antenne (72 kbps) - Schlager Radio (NRW) (72 kbps) - Star FM (72 kbps)                                 | 10       | D                                           | V                                         | - Region Aachen: Aachen (Karlshöhe) - Bergisches Land: Wuppertal (Küllenhahn) - Rheinland: Bonn (Venusberg), Köln (Colonius) - Rhein-Ruhr: Düsseldorf (Rheinturm), Essen, Wesel - Ruhrgebiet: Dortmund (Florianturm) - Münsterland: Münster (Fernmeldeturm), Schöppingen - Ostwestfalen-Lippe: Bielefeld (Hünenburg), Eggegebirge, Lügde-Rischenau (Köterberg), Minden (Jakobsberg) - Südwestfalen: Herscheid, Hochsauerland (Hunau), Siegen-Süd |
| 11D Radio für NRW (D__00236) | - 1 Live (88 kbps) - 1 Live diggi (88 kbps) - WDR 2 Rhein-Ruhr (RR) (88 kbps) - WDR 2 Ostwestfalen-Lippe (OW) (88 kbps) - WDR 2 Südwestfalen (SW) (88 kbps) - WDR 3 (120 kbps) - WDR 4 Rhein-Ruhr (RR) (88 kbps) - WDR 4 Ostwestfalen-Lippe (OW) (88 kbps) - WDR 4 Südwestfalen (SW) (88 kbps) - WDR 5 (88 kbps) - WDRcosmo (80 kbps) - WDR Maus (80 kbps) - WDR Event (56 kbps) - WDR EPG (8 kbps) - ARD TPEG (16 kbps)                                                               | 10       | D                                           | V                                         | - Region Aachen: Aachen (Stolberg-Donnerberg), Eifel (Dahlem-Bärbelkreuz) - Bergisches Land: Engelskirchen (Hohe Warte), Gummersbach (Kerberg), Remscheid (Hohenhagen), Wuppertal (Auf der Königshöhe) - Rheinland: Bonn (Venusberg), Köln (Kölnturm) - Rhein-Ruhr: Düsseldorf (Rheinturm), Gelsenkirchen-Scholven, Kleve (Bresserberg), Langenberg (Hordtberg), Viersen (Süchtelner Höhen) - Ruhrgebiet: Dortmund (Florianturm) - Münsterland: Ibbenbüren (Blomenkamp), Münster (Nottuln-Baumberge), Oelde (Mackenberg), Schöppingen - Ostwestfalen-Lippe: Bad Oeynhausen (P.Westf.-Wittekindsberg), Bielefeld (Hünenburg), Herford (Eggeberg), Höxter (Holzminden), Stemwede (Arrenkamp), Teutoburger Wald (Bielstein), Warburg, Willebadessen (Eggegebirge) - Südwestfalen: Biedenkopf (Sackpfeife), Ederkopf (Oberste Henn), Hallenberg (Bollerberg), Hochsauerland (Hunau), Lennestadt (Kuhhelle), Meschede, Nordhelle, Olsberg, Siegen (Giersberg) |

### Digitales Fernsehen (DVB-T)
Seit dem 8. November 2004 strahlt der Düsseldorfer Rheinturm bis zu 24 digitale Fernsehprogramme aus. Vor der Einführung des digitalen Fernsehens diente der Rheinturm als Modulationsleitung für die Landesstudios des WDR, des ZDF sowie für private Programmanbieter. Die Reichweite reicht wegen der günstigen Lage sowie der hohen Sendeleistung bis in die Niederlande, die Städteregion Aachen, den Kreis Düren und in das Ruhrgebiet.
| Kanal | Frequenz (MHz) | Multiplex            | Programme im Multiplex                                                              | ERP (kW) | Polarisation horizontal (H)/ vertikal (V) | Modulations- verfahren | FEC | Guard- intervall | Bitrate (MBit/s) |
| ----- | -------------- | -------------------- | ----------------------------------------------------------------------------------- | -------- | ----------------------------------------- | ---------------------- | --- | ---------------- | ---------------- |
| 29    | 538            | RTL Group            | - RTL Television (Nordrhein-Westfalen) - RTL II - Super RTL - VOX                   | 50       | V                                         | 16-QAM                 | 2/3 | 1/4              | 13,27            |
| 35    | 586            | ZDFmobil             | - ZDF - 3sat - KiKA und ZDFneo - ZDFinfo                                            | 50       | V                                         | 16-QAM                 | 2/3 | 1/4              | 13,27            |
| 46    | 674            | ARD regional (WDR)   | - WDR Fernsehen - MDR Fernsehen - NDR Fernsehen - SWR Fernsehen Rheinland-Pfalz     | 50       | V                                         | 16-QAM                 | 2/3 | 1/4              | 13,27            |
| 48    | 690            | ARD Digital (WDR)    | - Das Erste - Arte - Phoenix - tagesschau24                                         | 50       | V                                         | 16-QAM                 | 2/3 | 1/4              | 13,27            |
| 52    | 722            | LfM                  | - Nitro - sixx - Eurosport - Tele 5 - multithek (HbbTV-Dienst mit mehreren Streams) | 50       | V                                         | 16-QAM                 | 2/3 | 1/4              | 13,27            |
| 55    | 746            | ProSiebenSat.1 Media | - Sat.1 (NRW) - ProSieben - Kabel eins - Welt - ProSieben Maxx                      | 50       | V                                         | 16-QAM                 | 2/3 | 1/4              | 13,27            |

#### Aufschaltung DVB-T2 HD
Am 31. Mai 2016 wurde mit der Ausstrahlung des Hochauflösenden DVB-T2 HD in Nordrhein-Westfalen begonnen. Ab diesem Zeitpunkt konnten zunächst Das Erste HD, Pro Sieben HD, Sat 1 HD, RTL HD, Vox HD und das ZDF HD über Antenne auf Kanal 43 mit 50 kW vom Rheinturm empfangen werden.
Nach der vollständigen Abschaltung von DVB-T und Umstellung auf DVB-T2 werden folgende Multiplexe vom Rheinturm gesendet (diese Multiplexe werden im Gleichwellennetz (SFN) mit diversen anderen, benachbarten Sendestandorten verbreitet):
| Kanal | Frequenz (MHz) | Multiplex        | Programme im Multiplex | ERP (kW) | Antennendiagrammrund (ND)/gerichtet (D) | Polarisationhorizontal (H)/vertikal (V) | Modulations-verfahren | FEC | Guard-intervall | Bitrate (MBit/s) | SFN |
| ----- | -------------- | ---------------- | --- | -------- | --------------------------------------- | --------------------------------------- | --------------------- | --- | --------------- | ---------------- | --- |
| 29    | 538            | ZDF              | - ZDF HD - ZDFinfo HD - ZDFneo HD - 3sat HD - KiKa HD | 50       | ND                                      | V                                       | 64-QAM                | 3/5 | 19/128          | 22               | Wesel-Büderich, Dortmund/Florianturm, Essen-Holsterhausen, Langenberg/Hordtberg, Hagen-Eilpe, Wuppertal-Küllenhahn, Gummersbach, Hohe Warte, Köln/Colonius, Aachen/Stolberg, Aachen/Karlshöhe, Bonn/Venusberg                                          |
| 35    | 586            | WDR2-HD          | - MDR Fernsehen HD (Sachsen-Anhalt) - NDR Fernsehen HD (Niedersachsen) - phoenix HD - SWR Fernsehen HD (Rheinland-Pfalz) - tagesschau24 HD                 | 50       | ND                                      | V                                       | 64-QAM                | 1/2 | 19/128          | 18,3             | Kleve/Bresserberg, Wesel-Büderich, Dortmund/Florianturm, Essen-Holsterhausen, Langenberg/Hordtberg, Hagen-Eilpe, Wuppertal-Küllenhahn, Düsseldorf/Rheinturm, Gummersbach, Hohe Warte, Köln/Colonius, Aachen/Stolberg, Aachen/Karlshöhe, Bonn/Venusberg |
| 40    | 626            | Freenet TV Mux 1 | - n-tv HD - RTL HD NRW - RTL II HD - RTL Nitro HD - Super RTL HD - Tele 5 HD - VOX HD                                                                      | 50       | ND                                      | V                                       | 64-QAM                | 2/3 | 1/16            | 27,6             | Wesel-Büderich, Dortmund/Florianturm, Essen-Holsterhausen, Langenberg/Hordtberg, Hagen-Eilpe, Wuppertal-Küllenhahn, Düsseldorf/Rheinturm, Köln/Colonius, Aachen/Karlshöhe, Bonn/Venusberg                                                              |
| 43    | 650            | Freenet TV Mux 2 | - kabel eins HD - ProSieben HD - ProSieben Maxx HD - Sat.1 Gold HD - Sat.1 HD (NRW) - sixx HD - sport1 HD                                                  | 50       | ND                                      | V                                       | 64-QAM                | 2/3 | 1/16            | 27,6             | Wesel-Büderich, Dortmund/Florianturm, Essen-Holsterhausen, Langenberg/Hordtberg, Hagen-Eilpe, Wuppertal-Küllenhahn, Düsseldorf/Rheinturm, Köln/Colonius, Aachen/Karlshöhe, Bonn/Venusberg                                                              |
| 46    | 674            | WDR1-HD (West)   | - Das Erste HD - arte HD - One HD - WDR HD Duisburg - WDR HD Düsseldorf - WDR HD Wuppertal                                                                 | 100      | ND                                      | V                                       | 64-QAM                | 3/5 | 19/128          | 22               | Kleve/Bresserberg, Wesel-Büderich, Langenberg/Hordtberg, Wuppertal-Küllenhahn, Düsseldorf/Rheinturm |
| 48    | 690            | Freenet TV Mux 3 | - bibel.TV HD (FTA) - Disney Channel HD - DMAX HD - Eurosport1 HD - HSE24 HD (FTA) - Welt HD - NICK HD - QVC HD (FTA) - QVC 2 HD (FTA) - 1-2-3.tv HD (FTA) | 50       | ND                                      | V                                       | 64-QAM                | 2/3 | 1/16            | 27,6             | Wesel-Büderich, Dortmund/Florianturm, Essen-Holsterhausen, Langenberg/Hordtberg, Hagen-Eilpe, Wuppertal-Küllenhahn, Düsseldorf/Rheinturm |

### Hörfunkprogramme

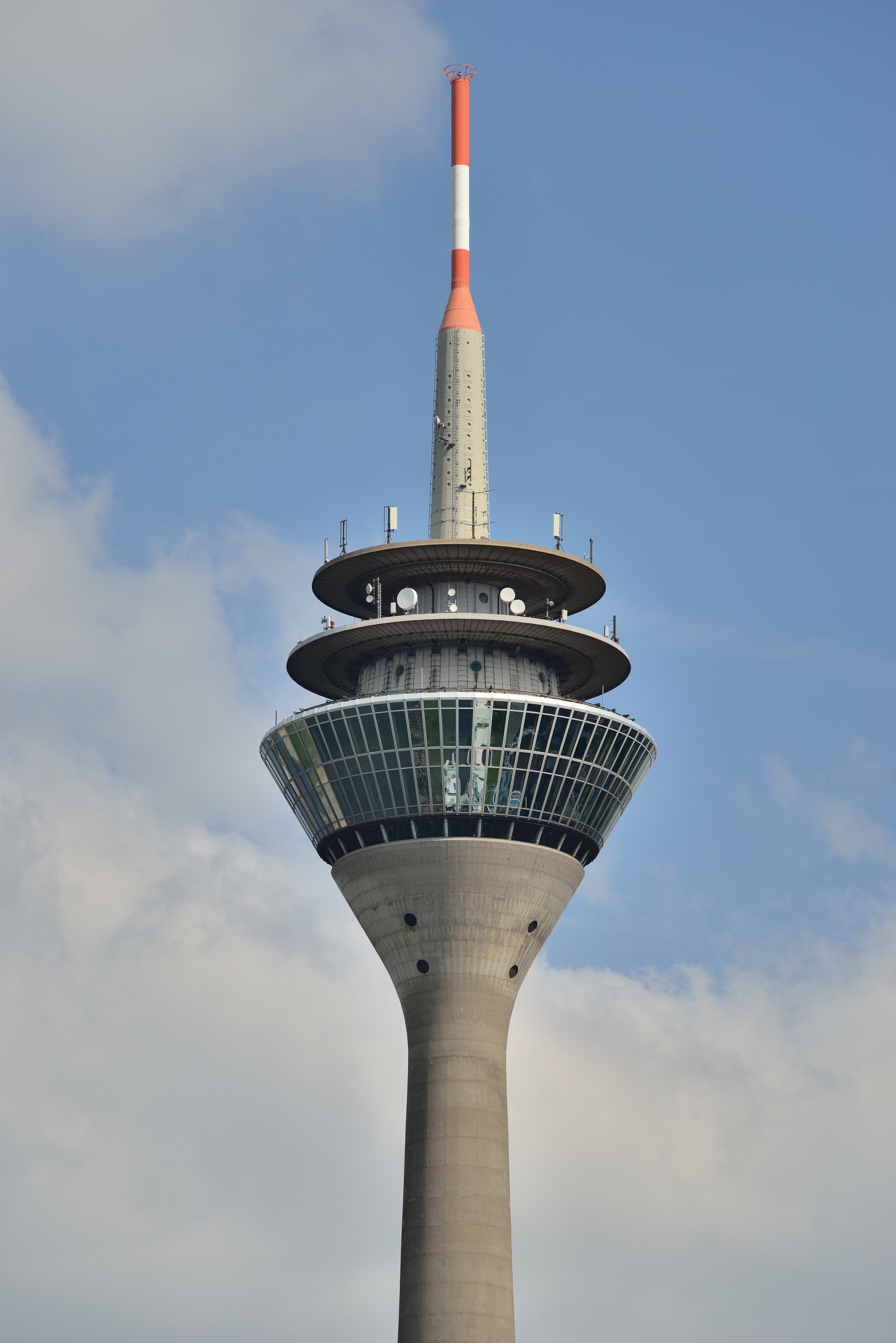
Turmkorb und Antenne

Der UKW-Sender am Rheinturm befindet sich auf einer Höhe von 196 Metern. Der Lokalsender NE-WS 89.4 wurde von seinem Sendestart bis 1998 vom Funkturm in Willich mit 200 Watt ausgestrahlt. Da dieser Sender jedoch das Sendegebiet nicht optimal abdecken konnte, wurde die Sendeleistung erhöht und auf den Rheinturm verlagert. Damit ist der Radiosender bis in die Niederlande und die Eifel zu empfangen. Der Betrieb erfolgt durch den Sendernetzbetreiber Uplink Network GmbH.
| Programm   | Frequenz (MHz) | ERP (kW) |
| ---------- | -------------- | -------- |
| NE-WS 89.4 | 89,4           | 1        |

### Telefondienst und Fernseh-Richtfunk
Beim Funktelefondienst fungiert der Rheinturm als Gegenfunkstelle und damit als Schnittstelle zum festen Fernmeldenetz. Der überwiegende Teil der fernmeldetechnischen Übertragung geschieht über Richtfunkantennen. Die Kapazität der Richtfunkanlagen wurde 1990 ausgebaut mit 35.000 Fernsprechkanälen mit herkömmlichen Analogrichtfunkanlagen, 65.000 Fernsprechkanälen mit Digitalfunkanlagen und 13 Fernseh-Richtfunkverbindungen. Als Gegenfunkstellen dienen 16 Fernmeldetürme im Umkreis von 50 Kilometern. Im überregionalen Fernleitungsnetz dienen diese als Relaisstationen zur Signalverstärkung.
Bei Veranstaltungen in Düsseldorf und Umgebung werden die Bild- und Tonsignale über transportable Richtfunkanlagen zum Rheinturm gesendet, der sie über eine feste Fernseh-Richtfunkverbindung an die zuständigen Studios weiterleitet.
Zur Richtfunkanlage gehören verschiedene Parabolantennen auf den drei Plattformen.